# Sint-Jozefskerk (Roeselare)

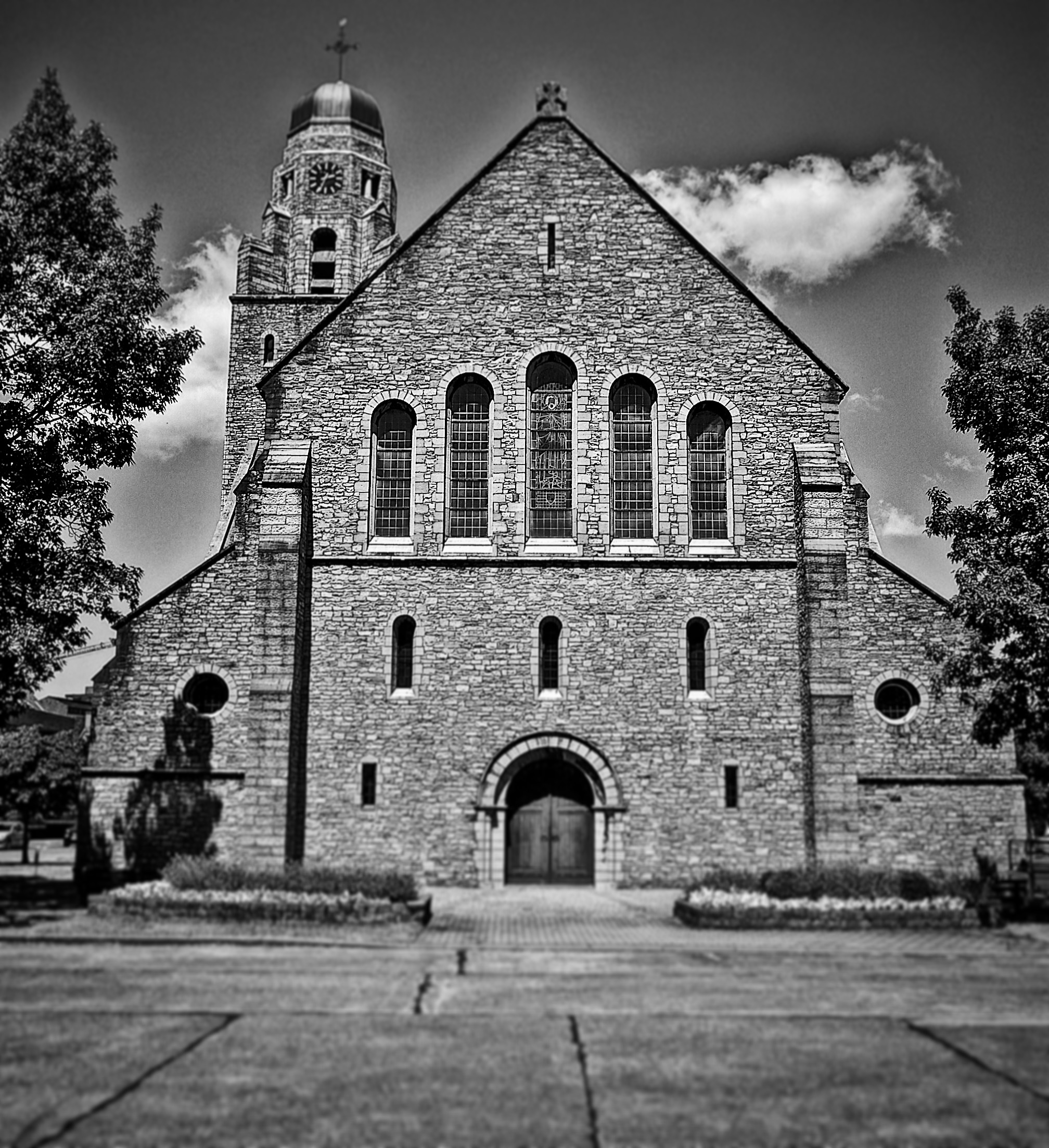
Sint-Jozefkerk

De Sint-Jozefkerk is een parochiekerk in de West-Vlaamse stad Roeselare, gelegen aan het Deken De Saegherplein, ten zuidoosten van het eigenlijke stadscentrum.
De Sint-Jozefparochie werd in 1939 erkend, maar ten gevolge van de Tweede Wereldoorlog kon er niet eerder een kerk worden gebouwd dan in 1950. Deze kerk, naar ontwerp van Maurice Allaert, kwam in 1951 gereed.

## Gebouw
De driebeukige kruiskerk is opgetrokken in Doornikse steen. De voorgevel, die op het zuiden is gericht, heeft een vijflicht. Het hoofdkoor heeft een halfronde sluiting. Naast het koor, aan de noordwestzijde, is een toren gebouwd welke gedekt wordt door een achtzijdige koepel. De stijl heeft neoromaanse elementen.
Het kerkmeubilair is uit de tijd van de bouw. Het orgel is van 1954 en werd vervaardigd door de firma Loncke.